# Mitfahrgelegenheit
Als Mitfahrgelegenheit (abgekürzt: Mfg) wird die Möglichkeit bezeichnet, an der Nutzung eines Transportmittels durch eine andere Person – typischerweise gegen Kostenbeteiligung – teilzuhaben. Im Regelfall handelt es sich dabei um Fahrgemeinschaften, bei denen der Fahrer Sitzplätze im eigenen Auto auf einer von ihm geplanten Fahrt anbietet.

## Begriff
Die Idee, Transportmittel gemeinsam zu nutzen, ist in Anbetracht der Tatsache, dass Fahrzeuge häufig für mehrere Personen ausgelegt sind, nicht neu. Konzepte zur Bildung von Fahrgemeinschaften, das Trampen und die Verbreitung von Mitfahrzentralen begleiten die Geschichte der Motorisierung moderner Gesellschaften. Der spezielle Begriff der „Mitfahrgelegenheit“ gewann im Zuge der Verbreitung von Online-Mitfahrzentralen in den 2000er- und 2010er-Jahren an Popularität. „Mitfahrgelegenheit“ wurde in den Duden mit der Beschreibung „Gelegenheit, Möglichkeit, [unter Kostenbeteiligung] in einem privaten Fahrzeug mitzufahren“ aufgenommen.
Aus diesem Verständnis heraus ist das Angebot der Mitfahrgelegenheit der Durchführung einer Fahrgemeinschaft vorgelagert. Umgangssprachlich können die Begriffe „Mitfahrgelegenheit“ und „Fahrgemeinschaft“ jedoch teilweise synonym verwendet werden („Ich habe eine Mitfahrgelegenheit nach Berlin“). Wenngleich sich das allgemeine Verständnis einer Mitfahrgelegenheit auf die Nutzung von PKW bezieht, so kann der Begriff auch auf die Nutzung von Gruppen-Bahntickets und der Mitnahme in einem Privatflugzeug bezogen werden (siehe Atypische Mitfahrzentralen).
Werden Mitfahrgelegenheiten als typische Handelsbeziehung in der Sharing Economy verstanden, so wird davon ausgegangen, dass sich die Beteiligten nicht näher kennen – denn nur in diesem Falle benötigen die Mithilfe eines Vermittlers wie einem Online-Mitfahrdienst. Lukesch (2019) bezieht sich auf diese Form der Fahrgemeinschaft/Mitfahrgelegenheit in einem PKW: „Fahrgemeinschaften […] sind Gruppen von Personen, die sich über die Vermittlung durch einen Online-Mitfahrdienst zur gemeinsamen Nutzung eines PKW für private Zwecke auf Basis fahrerveranlasster Planung zusammenschließen.“ Das Angebot und die Teilnahme an der Fahrgemeinschaft werden in „Mitfahrgelegenheit“ subsumiert. Diese Definition weist zudem darauf hin, dass der Fahrer die Fahrt plant und Plätze anbietet.

## Vermittlung
Lange wurden Fahrgemeinschaften hauptsächlich über niedergelassene Mitfahrzentralen oder im privaten Umfeld organisiert. Vor der Verbreitung des Internets waren auch gebührenfreie Mitfahrgelegenheiten über eigens dafür eingerichtete Schwarze Bretter oder Zettelkästen nicht selten, etwa bei studentischen Organisationen.
Mit der zunehmenden Verbreitung des Internets entwickelten sich spezielle Internetseiten, die gebührenfrei oder gebührenpflichtig Mitfahrgelegenheiten vermitteln. So wird die Suche und das Angebot von Fahrten über entsprechende Internetportale organisiert. Diese modernen Online-Mitfahrdiensten bieten neben der häufig kostenpflichtigen Vermittlung teilweise Versicherungsleistungen, die sich auf die Fahrgemeinschaft beziehen, an. Es finden sich Mitfahrzentralen mit unterschiedlichen Schwerpunkten, bspw. von einmalig durchgeführten Langstrecken bis zu regelmäßigen Pendlerstrecken mit ortsabhängiger Suche im Umkreis oder spontane Vermittlungen per Smartphone oder internetfähigem Navigationssystem.
Eine weitere, lokal beschränkte Möglichkeit zum Finden einer Mitfahrgelegenheit bietet sich über sogenannte „Mitfahrerbänke“. Eine Sitzbank wird im Ort platziert und mit einem Halteschild versehen, auf dem die Zieldestination steht. Setzt sich eine Person auf die Bank, so wissen vorbeifahrende Fahrer, dass diese Person eine Mitfahrgelegenheit zum angezeichneten Ziel sucht.

## Mitfahrgelegenheit für Gegenstände
Eine Variante ist der Transport von Gegenständen. Das sogenannte Co-Loading ermöglichte es Speditionen, freie Kapazitäten zu nutzen. Für Privatpersonen bieten einige Mitfahrzentralen einen ähnlichen Service, wobei es um Objekte von der Größe eines Koffers oder kleinen Kartons geht.

## Ablauf bei Online-Mitfahrdiensten
Wenngleich Mitfahrgelegenheiten eine individuelle Sache sind, so folgen sie auf Internetportalen wie BlaBlaCar typischerweise einem ähnlichen Ablauf:
1. Vermittlung: Fahrer stellen ihr Fahrtangebot mit allen fahrtrelevanten Details (Start, Ziel, Termin, Preis etc.) auf dem Internetportal ein. Der Online-Mitfahrdienst gleicht diese Details mit den Suchanfragen von Mitfahrern ab und stellt bei Kompatibilität einen Kontakt zwischen den Nutzern her.
2. Organisation: Einigen sich die vermittelten Partner auf die Durchführung der Fahrgemeinschaft, so werden in der Organisationsphase weitere Details der Fahrtdurchführung besprochen. Dabei tritt der Fahrer zwischen allen von ihm akzeptierten Mitfahrern als Organisator auf.
3. Durchführung: Die Fahrgemeinschaftsbeteiligten treffen sich am vereinbarten Ort und treten die Fahrt an.
4. Bezahlung: Mit dem erfolgreichen Abschluss der Fahrgemeinschaft bezahlen die Mitfahrer das Fahrtgeld an den Fahrer und begleichen – sofern eine solche verlangt wird – die vom Online-Mitfahrdienst erhobene Vermittlungsgebühr.

## Abgrenzung zur (semi-)professionellen Personenbeförderung
Während sich beim für eine Mitfahrgelegenheit zu bezahlenden Fahrtgeld häufig um eine unter den Fahrgemeinschaftsbeteiligten verteilte Kostenbeteiligung für die durchgeführte Fahrt handelt (Kraftstoff, Maut, Wartung), gibt es in der professionellen Personenbeförderung in der Regel feste Preise, die von der Anzahl der Passagiere unabhängig ist. Des Weiteren unterscheidet sich die Mitfahrgelegenheit von professionellen Angeboten, da hier der Fahrer die Fahrt plant und „ohnehin“ durchführt, während professionelle Transportleistungen „nur“ auf Bedarf des Mitfahrers stattfinden: Taxi-Fahrer fahren erst, wenn sie einen Passagier haben, und Systemverkehre (Fernbus, Eisenbahn) werden langfristig bei ausreichend abnehmenden Bedarf eingestellt.
Letzterer Hinweis ist dann von Bedeutung, wenn der Begriff der Mitfahrgelegenheiten auch in Bezug auf Unternehmen wie Uber und Lyft verwendet wird. Hier bieten private Fahrer Taxi-Dienste an. In diesen Fällen handelt es sich jedoch um den „Mitfahrer“, der die Fahrt plant und veranlasst, während dies beim bisher besprochenen Verständnis dem Fahrer obliegt.